# Trombone Shorty
Troy Andrews (nacido el 2 de enero de 1986), también conocido con el nombre artístico de Trombone Shorty, es un músico, productor y filántropo estadounidense de Nueva Orleans, Luisiana. Es sobre todo conocido como trombonista y trompetista, pero también toca la batería, el órgano y la tuba. Ha trabajado con algunos de los nombres más importantes del rock, el pop, el jazz, el funk y el hip hop. Andrews es el hermano menor del trompetista y director de orquesta James Andrews III y nieto del cantante y compositor Jessie Hill. Andrews comenzó a tocar el trombón a los cuatro años y desde 2009 lleva tocando con su propia banda, Trombone Shorty & Orleans Avenue.

## Vida y carrera

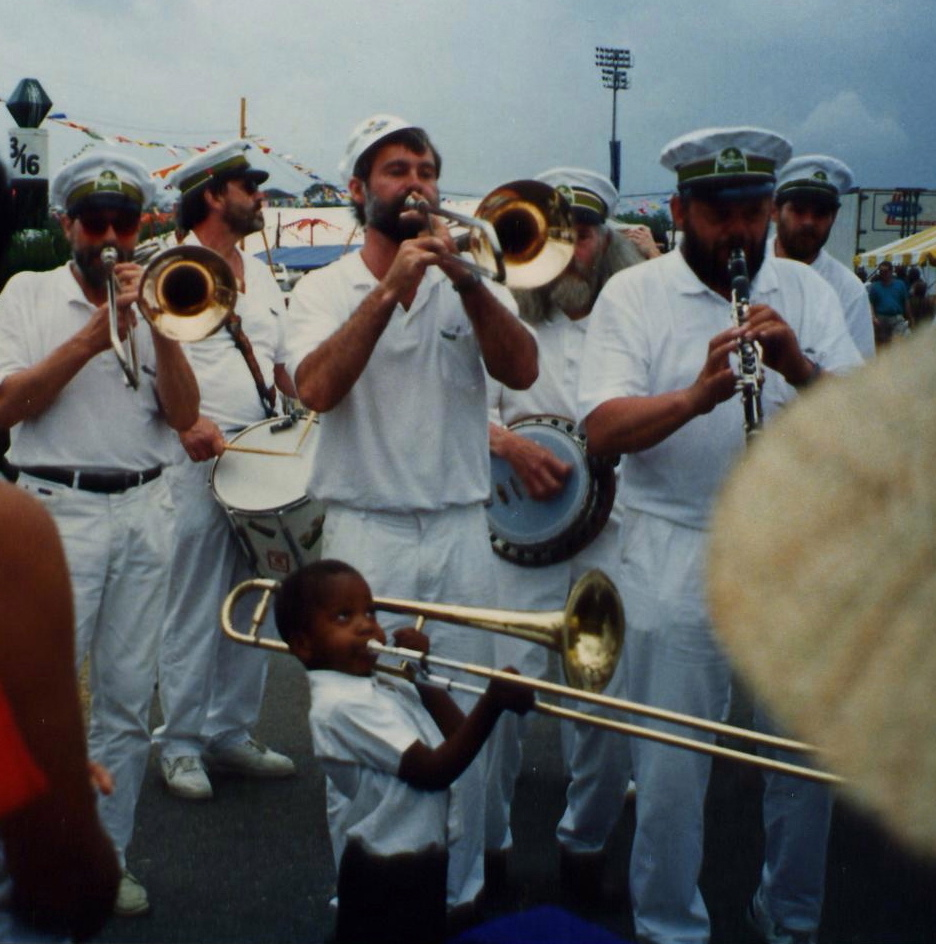
Trombone Shorty a los cinco años, con la Carlsberg Brass Band, New Orleans Jazz & Heritage Festival, 1991

Andrews, hijo de James Andrews Jr. y de Lois Andrews, nació en Nueva Orleans y creció en el vibrante barrio de Tremé, inmerso en el jazz de Nueva Orleans, el R&B y las tradiciones relacionadas con la música, como los desfiles de  la "second line". La familia de Andrews tiene profundas raíces en la escena musical de Nueva Orleans: su abuelo era el músico Jessie Hill, su tío abuelo Walter "Papoose" Nelson tocaba con Fats Domino, y la madre de Andrews, Lois Nelson Andrews, era una habitual de las procesiones funerales de jazz y de los desfiles de "second line" en Nueva Orleans, donde solía alentar a los jóvenes músicos y era conocida como la "Madre de la música" y la "Reina de Tremé".  El padre de Andrews, James Andrews Jr., miembro del Bayou Steppers Social Aid & Pleasure Club, invitaba a su casa con frecuencia a amigos músicos. Otros miembros de la familia relacionados con el ámbito musical incluyen a su hermano James Andrews III y sus primos Glen David Andrews y el difunto Travis "Trumpet Black" Hill. Los padres de Andrews abrieron un club nocturno en Tremé llamado Trombone Shorty's, donde él tocaba en ocasiones cuando era niño, así como un espacio de improvisación para músicos llamado "The Space".
A los cuatro años, Andrews comenzó a tocar un trombón que le regaló su hermano James "porque la familia ya tenía un trompetista". Bo Diddley escuchó tocar a Andrews, de cuatro años, y lo invitó al escenario del New Orleans Jazz & Heritage Festival. Participó en desfiles de bandas de música cuando era niño y se convirtió en líder de una de ellas a los seis años. Durante la adolescencia, fue miembro de la Stooges Brass Band. Andrews asistió al Centro de Artes Creativas de Nueva Orleans (NOCCA) junto con el músico Jon Batiste.  Desde su juventud, Andrews ha sido tutelado por Cyril Neville, a quien llama "su segundo padre".
En 2005, Andrews se convirtió en un miembro destacado de la sección de trompetas de Lenny Kravitz en una gira mundial en la que compartió cartel con artistas como Aerosmith. También formó parte del New Orleans Social Club, un grupo formado después del huracán Katrina para grabar un álbum benéfico. Asimismo, apareció en el documental de 2005 Make It Funky!, donde actuó con Kermit Ruffins e Irvin Mayfield, con la Dirty Dozen Brass Band y con la Big Sam's Funky Nation. Desde entonces, ha tenido innumerables colaboraciones con artistas del más alto nivel. Por poner solo algunos ejemplos, en Londres, durante el verano de 2006, Andrews comenzó a trabajar con el productor Bob Ezrin y con U2 en Abbey Road Studios, y actuó con U2 y Green Day durante la reapertura del New Orleans Superdome. En 2014, Andrews actuó en la gala de los 56th Grammy Awards que tuvo lugar en Los Angeles, donde tocó con Macklemore & Ryan Lewis, Madonna y Queen Latifah. Ese mismo año, Andrews and Orleans Avenue dirigieron la actuación en el descanso de la NBA Allstar Game, en la que tuvieron como invitados  al Dr. John, Janelle Monáe, Gary Clark Jr. y Earth, Wind & Fire. En 2017, Trombone Shorty y Orleans Avenue fueron teloneros de los Red Hot Chili Peppers en la etapa norteamericana de su gira mundial.
También ha aparecido con frecuencia en series de televisión. Entre otras, a finales de 2006, Andrews interpretó en Studio 60 on the Sunset Strip el clásico navideño "O Holy Night". Especialmente significativa es su aparición, entre 2010 y 2013, en siete episodios de la serie de HBO Treme.
En septiembre de 2011, junto con su banda Orleans Avenue, Andrews lanzó el álbum For True como continuación de su álbum anterior Backatown. Este disco incluye apariciones de Jeff Beck, Warren Haynes, Stanton Moore, Kid Rock y Lenny Kravitz. En 2017, Blue Note Records anunció que el sello había firmado con Trombone Shorty. Ese mismo año lanzó el álbum Parking Lot Symphony.
El 21 de febrero de 2012, Andrews actuó en la Casa Blanca como parte de la celebración del Mes de la Historia Negra, un evento contó con actuaciones de BB King, Jeff Beck, Keb' Mo', Mick Jagger, Susan Tedeschi y Derek Trucks entre otros. Posteriormente, Andrews actuó dos veces para el presidente Obama en la Casa Blanca en 2015.

## Trombone Shorty Foundation
Andrews ha hablado con frecuencia de la tradición que existe en Nueva Orleans de transmitir su herencia musical. A menudo ha expresado su gratitud a quienes lo guiaron, incluidos su hermano James, Cyril Neville, Wynton Marsalis, Kermit Ruffins, Walter "Wolfman" Washington, Allen Toussaint y Lenny Kravitz, junto con su deseo de transmitir este legado y hacer una contribución positiva a la vida de otras personas que se encuentren en una situación complicada, similar a aquella en la que creció él. La Trombone Shorty Foundation se desarrolló a partir del Proyecto Horns For Schools de Andrews, que ayudó a las escuelas de Nueva Orleans a recibir instrumentos de calidad donados personalmente por él. La misión de la Fundación es "preservar y perpetuar el patrimonio musical de una ciudad donde la música lo es todo". En diciembre de 2012, la Fundación se asoció con la Universidad de Tulane para crear una Academia extracurricular para orientar a los aspirantes a músicos de secundaria en el área de Nueva Orleans.

## Vida personal
Andrews es uno de los siete hijos de James Andrews Jr. y Lois Nelson Andrews. Uno de los hermanos de Troy, Darnell, también un talentoso trombonista, fue asesinado a tiros en 1995. Después de esa tragedia y temiendo por las perspectivas de Troy, que tenía entonces nueve años, en un vecindario cada vez más violento, su hermano James Andrews III le dejó al cuidado de su gerente y amiga, la fallecida mujer de negocios Susan Lovejoy Scott. De una familia rica y prominente, Lovejoy Scott actuó in loco parentis, administrando y asesorando a Andrews como joven músico hasta su ingreso en el NOCCA. A su influencia le atribuye la firmeza, seriedad y profesionalidad de Andrews.
Andrews ha vivido en Nueva Orleans toda su vida, creció en los vecindarios de Tremé y Filimore y ahora vive en Audubon.
Andrews tiene un hijo adolescente, Hasaan "Too" Goffner.

## Discografía

### Como líder
- Trombone Shorty's Swingin' Gate (Louisiana Red Hot, 2002)
- The End of the Beginning (Tremé, 2005)
- Orleans & Claiborne (Tremé, 2005)
- Live at New Orleans Jazz Fest (MunckMix, 2004)
- Jazzfest Live 2006 (MunckMix, 2006)
- Live at Jazz Fest 2007 (MunckMix, 2008)
- Live at Jazz Fest 2008 (MunckMix, 2008)
- Backatown (Verve Forecast, 2010)
- For True (Verve Forecast, 2011)
- Say That to Say This (Verve, 2013)[25]
- Parking Lot Symphony (Blue Note, 2017)
- Lifted (Blue Note, 2022)

Con otros
- It's About Time, 2003 (as part of the Stooges Brass Band)
- 12 & Shorty, Keep Swingin', 2004 (by James & Troy Andrews)
- Trombone Shorty Meets Lionel Ferbos (by Trombone Shorty & Lionel Ferbos)

### Como colaborador
- 2004: The Same Pocket, Vol. 1: The BlueBrass Project (Meantime Lounge)
- 2006: "Hey Troy, Your Mama's Calling You" and "Where Y'At" by The New Orleans Social Club (Burgundy/Honey Darling)
- 2006: The Saints Are Coming: U2 and Green Day (Mercury_Records). Track 2, "The Saints are Coming (Live from New Orleans)"
- 2007: Marsalis Music Honors Bob French: Bob French (Marsalis Music)
- 2007: Goin' Home: A Tribute to Fats Domino (Vanguard)[26]
- 2007: Oh, My NOLA: Harry Connick, Jr. (Sony/Columbia Records)
- 2008: Tufflove: Galactic
- 2010: Cineramascope (also featuring Corey Henry): Galactic. Also recorded live along with "Ooh Nah Nay" at the 2010 New Orleans Jazz & Heritage Festival[27]
- 2010: Clapton (also featuring Wynton Marsalis, Allen Toussaint & others)
- 2011: Black and White America: Lenny Kravitz
- 2011: Rock 'n' Roll Party (Honoring Les Paul): Jeff Beck (Atlantic). Also Philadelphia Folk Festival
- 2012: "It Ain't My Fault" (featuring Allen Toussaint and Yasiin Bey a.k.a. Mos Def) on the record St. Peter & 57th Street by Preservation Hall Jazz Band
- 2012: "Merry Christmas Baby" and "Red-Suited Superman" on Merry Christmas, Baby by Rod Stewart
- 2012: "Overnight" on the record Uncaged by Zac Brown Band (Atlantic_Records/Southern Ground Artists)
- 2012: "People Pleaser" (featuring Maceo Parker) on Superconductor by Andy Allo
- 2012: "Merry Christmas Baby" on Cee Lo's Magic Moment with Cee Lo Green
- 2013: "Need a Woman by Friday" by Joe King
- 2013: "Take the Party" by Robert Randolph and the Family Band on Lickety Split
- 2014: "Smokin' in the Boys' Room" by LeAnn Rimes on Nashville Outlaws: A Tribute to Motley Crue
- 2014: Classics by She & Him
- 2014: "Amazing Game" on Wild Heart by Mindi Abair
- 2015: "Hold Up, Wait a Minute" by Zhu x Bone Thugs-n-Harmony x Trombone Shorty
- 2015: "Feel Right" on Uptown Special by Mark Ronson
- 2016: "Mardi Gras" by Dierks Bentley on Black
- 2018: "What Was It You Wanted" by Bettye LaVette on Things Have Changed
- 2019: "Ciel Noir" and "Dernier soupir" by Nekfeu on Les Étoiles vagabondes
- 2021: "Coming Undone" on the EP Change the World by Ringo Starr

## Filmografía y apariciones en televisión
- The George Lucas Talk Show (2020)
- Les Étoiles vagabondes (2019, Netflix)
- NCIS New Orleans Bar Act (2018)
- The Simpsons - Trombonist (voice) (2018, Fox)
- Jool's Annual Hootenanny - Performer (2017, BBC)
- The Late Show with Stephen Colbert - Performer (2017, CBS)
- National Christmas Tree Lighting - Performer (2015, PBS)
- The Peanuts Movie, Miss Othmar/Mrs. Little Red-Haired Girl (voice) (2015)
- Sportscenter - "Hurricane Season" for the Midnight Edition with Scott Van Pelt (2015, ESPN)
- Odd Couple - Music for the theme song (2015)
- Foo Fighters: Sonic Highways, Episode 6 (2014, HBO)
- NBA All-Star Game Half Time Show - Performer and house band with Earth, Wind & Fire, Janelle Monáe, Gary Clark Jr. and Dr. John (2014, TBS)
- The Grammy Awards - Performer with Macklemore & Ryan Lewis, Madonna and Queen Latifah (2014)
- Conan (2014) - Musical Guest
- Treme - as himself  (2010–2013, HBO)
- Sunshine By The Stars: Celebrating Louisiana Music (2012, PBS)
- The Hour - Performer (2011)
- Looking Back on Love: Making Black and White America (2011)
- The Late Late Show with Craig Ferguson - Musical Guest – Episode #8.21 (2011)
- Later... with Jools Holland - Performer – Episode #39.1 (2011)
- Conan (2011)
- Re:Generation (2011)
- Jeff Beck Honors Les Paul (2010)
- The Tonight Show with Jay Leno - Guest Musician – Episode #19.9 (2010)
- Jimmy Kimmel Live! - Musical Guest - Episode #9.12 (2010)
- Live from the Artists Den (2010)
- Late Show with David Letterman - Musical Guest (2010)
- Tavis Smiley – Episode dated May 18 (2010)
- After Hours with Daniel Boulud (2008)
- Trombone Shorty Documentary / short film (2008 FXF productions)
- Studio 60 on the Sunset Strip episode "The Christmas Show" (2006, Warner Bros. Entertainment)
- Make It Funky! (documentary with various artists of New Orleans) (2005, Sony Pictures Entertainment)
- Soundmix: Five Young Musicians (2004)
- America's Heart and Soul Documentary (2004, [[:|Walt Disney Pictures]])

## Libros
- Andrews, Troy (2015). Trombone Shorty. illustrated by Bryan Collier. New York, NY: Abrams Books for Young Readers. ISBN 978-1-4197-1465-8. OCLC 880349715.
- Andrews, Troy; Taylor, Bill (2018). The 5 O'Clock Band. illustrated by Bryan Collier. New York, NY: Abrams Books for Young Readers. ISBN 9781419728365. OCLC 1000582995.